# 1352 Wawel
Az 1352 Wawel (ideiglenes jelöléssel 1935 CE) a Naprendszer kisbolygóövében található aszteroida. Sylvain Julien Victor Arend fedezte fel 1935. február 3-án.